# Eilica fusca
Eilica fusca är en spindelart som beskrevs av Norman I. Platnick 1975. Eilica fusca ingår i släktet Eilica och familjen plattbuksspindlar. Inga underarter finns listade i Catalogue of Life.